# 대한민국 형법 제205조
대한민국 형법 제205조는 아편 등의 소지죄에 관한 형법 각칙의 조문이다.

## 조문
제205조 【아편 등의 소지】
아편, 몰핀이나 그 화합물 또는 아편흡식기구를 소지한 자는 1년 이하의 징역 또는 500만원 이하의 벌금에 처한다.